# Премьер-министр Афганистана
Премьер-министр Афганистана — глава правительства в Афганистане.

## История
В Исламской Республике Афганистан официальной должности премьер-министра не существовало. При этом в 2014 году для преодоления политического кризиса после президентских выборов было образовано Правительство Национального единства, в котором президентом страны стал Ашраф Гани, а главой правительства Абдулла Абдулла.
С 7 сентября 2021 года должность официально занимает мулла Хасан Ахунд как премьер-министр Исламского Эмирата Афганистан.

## Главы правительства

### Королевство Афганистан
| №         | Фото | Имя                        | Годы правления                  | Партия                                           | Глава государства            |
| --------- | ---- | -------------------------- | ------------------------------- | ------------------------------------------------ | ---------------------------- |
| 1         |      | Шир Ахмад Сура-и-Милли     | 25 октября 1927 — январь 1929   | беспартийный                                     | Аманулла-хан                 |
| 2         |      | Шир Гиян                   | январь 1929 — 1 ноября 1929     | беспартийный                                     | Хабибулла бачаи-и сакао      |
| 3         |      | Мохаммад Хашим-хан         | 14 ноября 1929 — 9 мая 1946     | беспартийный                                     | Мухаммед Надир-шах Захир-Шах |
| 4         |      | Шах Махмуд хан             | 9 мая 1946 — 7 сентября 1953    | беспартийный                                     | Захир-Шах                    |
| 5         |      | Мухаммед Дауд              | 7 сентября 1953 — 10 марта 1963 | Национально-революционная партия Афганистана     | Захир-Шах                    |
| 6         |      | Мохаммад Юсуф              | 10 марта 1963 — 2 ноября 1965   | беспартийный                                     | Захир-Шах                    |
| 7         |      | Мохаммад Хашем Майвандваль | 2 ноября 1965 — 11 октября 1967 | Прогрессивная демократическая партия Афганистана | Захир-Шах                    |
| временный |      | Абдулла Яфтали             | 11 октября 1967 — 1 ноября 1967 | беспартийный                                     | Захир-Шах                    |
| 8         |      | Нур Ахмад Эттемади         | 1 ноября 1967 — 9 июня 1971     | беспартийный                                     | Захир-Шах                    |
| 9         |      | Абдул Захир                | 9 июня 1971 — 12 декабря 1972   | беспартийный                                     | Захир-Шах                    |
| 10        |      | Мохаммад Муса Шафик        | 12 декабря 1972 — 17 июля 1973  | беспартийный                                     | Захир-Шах                    |

### Республика Афганистан
| №  | Фото | Имя           | Годы правления                | Партия                                       | Глава государства |
| -- | ---- | ------------- | ----------------------------- | -------------------------------------------- | ----------------- |
| 11 |      | Мухаммед Дауд | 17 июля 1973 — 27 апреля 1978 | Национально-революционная партия Афганистана | Он сам            |

### Демократическая Республика Афганистан
| №  | Фото | Имя                    | Годы правления                  | Партия                                     | Глава государства                  |
| -- | ---- | ---------------------- | ------------------------------- | ------------------------------------------ | ---------------------------------- |
| 12 |      | Нур Мохаммад Тараки    | 1 мая 1978 — 27 марта 1979      | Народно-демократическая партия Афганистана | Он сам                             |
| 13 |      | Хафизулла Амин         | 29 марта 1979 — 27 декабря 1979 | Народно-демократическая партия Афганистана | Нур Мухаммед Тараки Он сам         |
| 14 |      | Бабрак Кармаль         | 28 декабря 1979 — 11 июня 1981  | Народно-демократическая партия Афганистана | Он сам                             |
| 15 |      | Султан Али Кештманд    | 11 июня 1981 — 26 мая 1988      | Народно-демократическая партия Афганистана | Бабрак Кармаль Мохаммад Наджибулла |
| 16 |      | Мухаммед Хасан Шарк    | 26 мая 1988 — 20 февраля 1989   | беспартийный                               | Мохаммад Наджибулла                |
| 17 |      | Султан Али Кештманд    | 21 февраля 1989 — 6 мая 1990    | Народно-демократическая партия Афганистана | Мохаммад Наджибулла                |
| 18 |      | Фазль-уль-Хак Халекьяр | 8 мая 1990 — 16 апреля 1992     | беспартийный                               | Мохаммад Наджибулла                |

### Исламское Государство Афганистан
| №     | Фото | Имя                         | Годы правления                  | Партия                                 | Глава государства   |
| ----- | ---- | --------------------------- | ------------------------------- | -------------------------------------- | ------------------- |
| 19    |      | Абдул Сабур Фарид Кухестани | 6 июля 1992 — 15 августа 1992   | Исламская партия Афганистана           | Бурхануддин Раббани |
| 20    |      | Гульбеддин Хекматияр        | 17 июня 1993 — 28 июня 1994     | Исламская партия Афганистана           | Бурхануддин Раббани |
| и. о. |      | Арсала Рахмани              | 28 июня 1994—1995               | Исламский союз освобожденя Афганистана | Бурхануддин Раббани |
| и. о. |      | Ахмад Шах Ахмадзай          | 1995 — 26 июня 1996             | Исламский союз освобожденя Афганистана | Бурхануддин Раббани |
| 22    |      | Гульбеддин Хекматияр        | 27 июня 1996 — 27 сентября 1996 | Исламская партия Афганистана           | Бурхануддин Раббани |

### Исламский Эмират Афганистан
| №     | Фото | Имя              | Годы правления                    | Движение | Глава государства |
| ----- | ---- | ---------------- | --------------------------------- | -------- | ----------------- |
| 23    |      | Мохаммад Раббани | 27 сентября 1996 — 16 апреля 2001 | Талибан  | Мухаммед Омар     |
| и. о. |      | Абдул Кабир      | 16 апреля 2001 — 13 ноября 2001   | Талибан  | Мухаммед Омар     |

### Северный Альянс
| № | Фото | Имя                  | Годы правления                     | Движение                                                       | Глава государства   |
| - | ---- | -------------------- | ---------------------------------- | -------------------------------------------------------------- | ------------------- |
|   |      | Гульбеддин Хекматияр | 27 сентября 1996 — 11 августа 1997 | Исламская партия Афганистана                                   | Бурхануддин Раббани |
|   |      | Абдул Рахим Гафурзай | 11 августа 1997 — 21 августа 1997  | Объединённый исламский национальный фронт спасения Афганистана | Бурхануддин Раббани |

### Исламская Республика Афганистан
| №  | Фото | Имя             | Годы правления                   | Партия       | Глава государства   |
| -- | ---- | --------------- | -------------------------------- | ------------ | ------------------- |
| 24 |      | Абдулла Абдулла | 29 сентября 2014 — 11 марта 2020 | беспартийный | Ашраф Гани Ахмадзай |

### Исламский Эмират Афганистан
|  |  | №     | Фото | Имя                | Годы правления        | Партия  | Глава государства               |
|  |  | ----- | ---- | ------------------ | --------------------- | ------- | ------------------------------- |
|  |  | 25    |      | Абдул Гани Барадар | 3—7 сентября 2021     | Талибан | Хайбатулла Ахундзада (де-факто) |
|  |  | и. о. |      | Хасан Ахунд        | с 7 сентября 2021     | Талибан | Хайбатулла Ахундзада (де-факто) |
|  |  | и. о. |      | Абдул Кабир        | 17 мая — 17 июля 2023 | Талибан | Хайбатулла Ахундзада (де-факто) |

## Комментарии
1. ↑  Абдул Кабир исполнял обязанности премьер-министра с 17 мая по 17 июля 2023 года, пока Хасан Ахунд выздоравливал от болезни.